# سي زي 75
سي زي 75 بالانجليزية CZ 75 هو مسدس نصف آلي من صنع شركة تصنيع الأسلحة النارية التشيكية ČZUB . تم تقديمه لأول مرة في عام 1975، وهو أحد " التسعة الرائعة " الأصلية ويتميز بمخزن رصاص ذو أعمدة متداخلة، وبنية فولاذية بالكامل، وسبطانة مطروقة . يتم توزيعه على نطاق واسع في جميع أنحاء العالم وهو المسدس الأكثر شيوعًا في جمهورية التشيك.